# Marvel Super Hero Contest of Champions
Marvel Super Hero Contest of Champions (traduzido em português como: Marvel Torneio de Campeões) é um crossover de banda desenhada em 3 edições, publicado pela editora Marvel Comics em 1982. No Brasil, foi lançada pela Abril Jovem em 1988 nas edições 108 a 110 de Heróis da TV, e republicado em 2017 pela Panini, em uma edição da Coleção Histórica Marvel.
A história tem como premissa uma competição entre times formados por diversos super-seres da Terra, raptados pelo Grão-Mestre. No filme Thor: Ragnarok, o Grão-Mestre organiza lutas no planeta Sakaar, conhecidas como Torneio de Campeões. Um jogo eletrônico de luta com o mesmo nome, desenvolvido pela Kabam Games para dispositivos móveis, foi lançado em 2014. A Marvel lançou uma revista intitulada Contest of Champions em 2015.
Uma série limitada de cinco edições não relacionadas a este e publicada em 1999, Contest of Champions II, é uma sequência apenas no título.